# 和水町立菊水南小学校
和水町立菊水南小学校（なごみちょうりつきくすいみなみしょうがっこう）は、かつて熊本県玉名郡和水町用木にあった公立の小学校。
2020年（令和2年）3月末をもって閉校し、和水町立菊水小学校に統合された。

## 概要
歴史
1874年（明治7年）および1875年（明治8年）創立の小学校2校（日平・萩原）を1891年（明治24年）に統合し、「用木尋常小学校」を創立。2020年（令和2年）に閉校し、146年（統合129年）の歴史に幕を閉じた。
校訓
「やしこく、かしこく、たくましく」
校章
桜の花弁を背景にして、中央に「南」の文字を配している。
校歌
1913年（大正2年）制定。作詞は大倉吾一、作曲は馬原寿夫による。歌詞は長く、21番まである。

## 沿革
前史
- 1874年（明治7年）- 「日平小学校」が創立。
- 1875年（明治8年）- 「用木小学校」が創立。
- 1876年（明治9年）- 「萩原小学校」が創立。
- 時期不明 - 用木小学校が「通道小学校」に改称。
- 1887年（明治20年）- 小学校令施行により、通道小学校を「江田簡易科教場」（簡易小学校）と改称。日平小学校を「尋常日平小学校」と改称。
- 1889年（明治22年）4月1日 - 町村制施行により、玉名郡4村（日平・蜻浦・萩原・用木）が合併の上、「花簇村」（はなむれ）が発足。
- 1890年（明治23年）- 江田簡易科教場を「用木簡易科教場」と改称。

統合
- 1891年（明治24年）- 尋常小学校2校（日平・萩原）を統合の上、「尋常用木小学校」と改称。
- 1892年（明治25年）- 「用木尋常小学校」に改称。
- 1908年（明治41年）4月 - 改正小学校令により、尋常科（義務教育年限）が4年制から6年制に改められる。
- 1909年（明治42年）4月 - 「花簇尋常小学校」と改称。尋常科6年を新設。
- 1912年（明治45年）- 高等科を併置の上、「花簇尋常高等小学校」と改称。
- 1941年（昭和16年）4月1日 - 国民学校令施行により、「花簇村花簇国民学校」と改称。尋常科を初等科に改める。
- 1947年（昭和22年）4月1日 - 学制改革（六・三制の実施）により、新制小学校「花簇村立花簇小学校」に改組・改称。
- 1954年（昭和29年）4月1日 - 1町（江田）および3村（花簇・川沿・東郷）が合併の上、菊水町が発足したことにより「菊水町立菊水西小学校」に改称。
- 2006年（平成18年）3月1日 - 「和水町立菊水南小学校」（最終名）に改称。
- 2008年（平成20年）4月 - 和水町立全小学校で2学期制を開始。
- 2020年（令和2年）
  - 3月31日 - 閉校。
  - 4月1日 - 和水町立小学校4校（菊水中央・菊水西・菊水東・菊水南）が統合の上、和水町立菊水小学校が開校（旧・菊水中央小の校地・校舎を継承）。

## 交通アクセス
最寄りのバス停留所
九州産交バス 「用木」停留所
最寄りの幹線道路
- 福岡県道・熊本県道3号大牟田植木線
- 九州縦貫自動車道（高速道路）「菊水IC」

## 周辺
- 和水町用木公民館
- 用木簡易郵便局
- 江田川